# إتابيرابا
إتابيرابا هي بلدية في البرازيل، تتبع باهيا، بلغ عدد سكانها 58٬943  نسمة، في 2000، تبلغ مساحتها 2٬343٫505 كيلومتر مربع.

## الموقع
تشترك في الحدود مع:
- بوا فيستا دو توبيم.

## أعلام
- لويس كارلوس ليما
- رايسا سانتانا